# Septimius Odaenathus

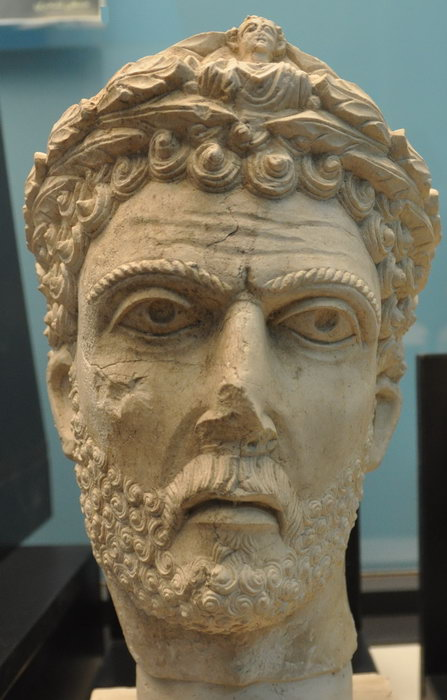
Büste, die Odaenathus zugeschrieben wird

Septimius Odaenathus (auch Odainathos oder Od[a]enath genannt; † 267 in Herakleia Pontike oder [weniger wahrscheinlich] in Emesa) war Fürst und schließlich König von Palmyra. Er fungierte zeitweise gleichzeitig als römischer Feldherr und Stellvertreter des Kaisers Gallienus im Orient.
Nach der Gefangennahme Kaiser Valerians durch die Perser im Jahr 260 herrschte in den 60er-Jahren des 3. Jahrhunderts zunächst Unruhe in Roms orientalischen Provinzen. Odaenathus gelang es schließlich, die römische Ostgrenze wieder zu stabilisieren. Gleichzeitig begünstigten die Zeitumstände der Reichskrise des 3. Jahrhunderts seine eigenen politischen Ziele. Er gewann zunehmend an Einfluss im römischen Orient, wovon Palmyra erheblich profitierte.

## Leben

### Die frühen Jahre und der Aufstieg zum Herrscher von Palmyra
Septimius Odaenathus gehörte einer angesehenen Familie an und stammte aus der syrischen Oasenstadt Palmyra, die vor allem durch ihren Karawanenhandel mit Persien und Arabien reich geworden war. Die Stadt gehörte seit dem späten 1. Jahrhundert v. Chr. zum römischen Einflussbereich, doch hatte sie seit der Zeit Hadrians den Status einer freien Stadt.
In der Mitte des 3. Jahrhunderts geriet die Stadt in eine Krise, als sich die politische Lage in Roms Orientprovinzen aufgrund der Kriege mit Persien zusehends verschlechterte. In der zweiten Hälfte der 240er Jahre und aufgrund der Niederlage Kaiser Gordians III., erhoben die Palmyrener Septimius Odaenathus als einen der führenden Männer der Stadt zum Exarchos; dieses Amt war anscheinend speziell aufgrund der kritischen politischen Lage geschaffen worden. Rom sanktionierte diesen Schritt, Odaenathus wurde um 250 in den römischen Senat aufgenommen. Kaiser Valerian machte Odaenathus 257/58 zum Statthalter in Syria Phoenice; 258 wurde er auch zum Konsul ernannt, was sein gewonnenes Prestige unterstreicht.

### Odaenathus als Verbündeter der Römer und als Persersieger
Odaenathus kämpfte nach der verheerenden Niederlage und der Gefangennahme Valerians in der Schlacht von Edessa im Sommer 260 erfolgreich gegen den persischen König der Könige Schapur I. am Euphrat. Zuvor hatte er aber anscheinend erfolglos versucht, mit dem Perserkönig zu einer Übereinkunft zu gelangen. Erst nachdem dies misslungen war, stellte er sich ganz auf die römische Seite. 
Im Jahr 261 besiegte Odaenathus den Usurpator Quietus bei Emesa und beseitigte auch Ballista. Valerians Sohn Gallienus ernannte Odaenathus daraufhin zum dux Romanorum und zum corrector totius Orientis, womit Odaenathus faktisch zum Kaiserstellvertreter im römischen Orient aufgestiegen war. Ihm fiel somit die Verantwortung für die Orientprovinzen und die Reste des römischen Heers im Osten zu, nachdem nach der Niederlage von 260 ein Machtvakuum entstanden war und die römischen Ostprovinzen faktisch schutzlos waren. Weitere Vorstöße der Perser konnten verhindert werden, wobei die Palmyrener auch Bogenschützen und Panzerreiter einsetzten. Gallienus kümmerte sich in der Zwischenzeit um die Verteidigung der westlichen Gebiete. 
Über den Perserkrieg des Odaenathus liegen in den Quellen keine detaillierten Schilderungen vor, doch konnte er anscheinend 262/63 mit seiner Armee die römische Provinz Mesopotamia wiedererobern und bis zur persischen Residenz Ktesiphon vordringen (siehe allgemein auch Reichskrise des 3. Jahrhunderts). Umstritten ist, ob es einen Feldzug oder zwei Feldzüge gab, wobei manches für letztere Annahme spricht: Ein Zug fand demnach 261/62, ein zweiter 267 statt, kurz vor seiner Ermordung. Ab 262 wurden die zuvor verlorenen Gebiete weitgehend zurückgewonnen. 
Nach seinem Persersieg erhob er sich und seinen Thronfolger Herodianus (Hairan) 263 zum König der Könige, also offenbar angelehnt an die Titulatur der Perserkönige. Wahrscheinlich sollte so vor allem der Triumph über die Sassaniden herausgestellt werden. Odaenathus strebte aber kaum danach, die römischen Herrschaftsrechte offen zu usurpieren. Ob Odaenathus aber aus Loyalität gegenüber Rom so handelte, ist mehr als fraglich. Odaenathus verdankte seine Machtstellung nicht nur seinem persönlichen Können, sondern nicht zuletzt der Legitimation durch Kaiser Gallienus. Falls Odaenathus aber expandieren wollte, konnte er nach Osten vorgehen, womit seine und die Ziele des Gallienus wenigstens vorläufig deckungsgleich blieben. Sein Hauptinteresse lag vermutlich darin, den römischen Orient (und damit Palmyra selbst) vor Angriffen der Perser zu schützen und den Handel Palmyras zu sichern. Unter seiner Regierung entwickelte sich Palmyra und, aufgrund der angespannten Lage im Imperium, sein orientalischer Machtbereich zu einem quasi autonomen Bestandteil des Römischen Reiches, ohne dass sich ein Sonderreich herausbildete. Es kann jedoch nicht ausgeschlossen werden, dass es eventuell später zu einem Konflikt gekommen wäre, so wie schließlich zwischen Zenobia und Kaiser Aurelian.

### Die Ermordung des Odaenathus
Im Jahr 267 zog Odaenathus, wie bereits erwähnt, erneut gegen Ktesiphon und war wohl recht erfolgreich, als ihn die Nachricht von einem Goteneinfall in Kleinasien zur Rückkehr zwang. Hinsichtlich der folgenden Ermordung des Odaenathus und seines Thronfolgers Herodianus widersprechen sich die spätantiken bzw. byzantinischen Quellen, so dass sowohl der Ablauf als auch die Hintergründe nur schwer zu rekonstruieren sind. Bereits Ort und Chronologie sind nicht zweifelsfrei bekannt: Teils werden die Ereignisse auf Anfang des Jahres 267, oft aber in den Herbst 267 bzw. in den Winter 267/68 datiert.
Der um 500 schreibende Historiker Zosimos gibt persönliche Motive an, während die oft eher unzuverlässige Historia Augusta, die allerdings hinsichtlich Palmyras aus relativ guten Quellen schöpfte, als Täter einen angeblichen Neffen mit Namen Maeonius nennt; als Motiv wird Neid genannt, wobei Maeonius angeblich von Zenobia (der zweiten Ehefrau des Odaenathus) zum Mord animiert worden sei. Der Anonymus post Dionem hingegen erwähnt als Täter einen gewissen Rufinus, der Odaenathus aufgrund von dessen politischen Ambitionen getötet habe, was Kaiser Gallienus im Nachhinein legitimiert habe. Der Byzantiner Georgios Synkellos spricht von einer Verschwörung, deren Urheber ein Mann ebenfalls mit Namen Odaenathus gewesen sei. Der Byzantiner Johannes Zonaras nennt teils abweichende Hintergründe für die Ermordung, wobei es sich um persönliche Motive gehandelt habe. Von Bedeutung ist, dass die späteren Autoren auf heute verlorene Quellen zurückgreifen konnten, doch sind die Details unsicher. Zumeist werden aber persönliche Motive genannt. Nach den Ausführungen des Johannes von Antiochia hingegen organisierte Gallienus selbst die Ermordung des zu mächtig gewordenen Feldherrn.
Bei dem Ort dürfte es sich um Herakleia Pontike gehandelt haben; Zosimos gibt zwar Emesa an, aber seine Angaben sind oft ungenau, während der Bericht des Georgios Synkellos auf einer guten Quelle zu beruhen scheint. Wer der Täter war, ist hingegen weniger klar. Udo Hartmann nimmt jedoch an, dass die verschiedenen Berichte Teile der verlorenen Originalquellen widerspiegeln. Demnach könne man davon ausgehen, dass ein Neffe (der vielleicht tatsächlich Maeonius hieß) für den Mord verantwortlich war. Die Motive der Ermordung sind aber kaum durchschaubar; sowohl persönliche als auch politische kommen hier in Betracht, ohne dass eine klare Antwort möglich wäre. 
Nach der Ermordung des Odaenathus übernahm jedenfalls Zenobia die Regentschaft für den noch unmündigen Sohn Vaballathus über den Machtbereich ihres Mannes und Palmyra. Unter ihrer Verantwortung bildet sich das palmyrenische Teilreich heraus, das schließlich Rom offen herausforderte; ihr gelang es jedoch nicht, die Machtposition Palmyras zu erhalten.